# Calymmaria carmel
Espèce
Calymmaria carmel est une espèce d'araignées aranéomorphes de la famille des Cybaeidae.

## Distribution
Cette espèce est endémique de Californie aux États-Unis,. Elle se rencontre dans les comtés de Monterey et de San Bernardino.

## Description
Les mâles mesurent de 4,68 à 6,20 mm.

## Étymologie
Son nom d'espèce lui a été donné en référence au lieu de sa découverte, Carmel-by-the-Sea.

## Publication originale
- Heiss & Draney, 2004 : Revision of the Nearctic spider genus Calymmaria (Araneae, Hahniidae). Journal Of Arachnology, vol. 32, no 3, p. 457-525 (texte intégral).